# Marjorie Simpson (Architektin)
Marjorie Simpson (* 17. Juni 1924 in New South Wales, Australien; † 27. Januar 2003) war eine australische Architektin.  Sie war der erste weibliche Life Fellow des Royal Australian Institute of Architects in South Australia, die 1993 für ihren umfassenden Beitrag zur Architektur ausgezeichnet wurde.

## Leben und Werk
Simpson wurde als Marjorie Constance White als Tochter des Architekten Charles Arthur Mortimer White geboren. 1941 schrieb sie sich für den Architekturkurs am Sydney Technical College ein. Während ihres Studiums arbeitete sie in dem Architekturbüro von Eric M. Nicholls an mehreren Architekturprojekten und 1949 wurde sie eine eingetragene Architektin in New South Wales. Im selben Jahr heiratete sie ihren Architektenkollegen Peter Simpson (1924–1992). Nach ihrer Registrierung arbeitete sie ab 1950 als Architektin für das Commonwealth Department of Works in Sydney. 1951 zog sie mit ihrem Ehemann nach Adelaide, um vier Jahre lang an der Gestaltung und der Dokumentation der Woomera Rocket Range für das Commonwealth Department of Works zu arbeiten. 1954 bereisten die Simpsons Europa mit dem Auto und von 1955 bis 1956 arbeiteten sie im Architekturbüro von  Sir Thomas Bennett & Son in London. 1956 kehrten sie nach Australien zurück arbeiteten als Architekten bei der South Australian Brewing Company in Adelaide. 
Simpson wurde 1957 Direktorin des Small Homes Service of South Australia und ihr Mann gründete mit Kenneth W. Shepherd die Praxis Shepherd and Simpson. Während dieser Zeit bekam sie zwei Kinder. Der Small Homes Service wurde vom Royal Australian Institute of Architects, der Master Builders Association und der Timber Development Corporation gesponsert. Ziel war es, besser gestalteten Wohnraum für diejenigen bereitzustellen, die normalerweise nicht die Dienste eines Architekten in Anspruch nahmen. Simpson hielt regelmäßig Vorträge im Radio, veröffentlichte als Autorin Artikel in Zeitungen und schrieb das Home Builders Handbook, welches Hausbauern Informationen zu Themen von Design bis Finanzen lieferte und in ganz Südaustralien verbreitet wurde. Die Small Homes Service-Broschüre zeigte angehenden Hausbesitzern innovative Hausdesigns, die alle von Architekten entworfen wurden. Sobald ein Entwurf ausgewählt worden war, erhielt der Bauherr für einen Nominalbetrag Kopien der Pläne und der Spezifikation. 
1969 wurde das Architekturbüro Simpson and Simpson gegründet, wo sie bis zu ihrem Ruhestand 1989 arbeitete.

## Ehrungen
Der Marjorie Simpson Award for Small Project Architecture wird im Rahmen der SA Architecture Awards des Australian Institute of Architects verliehen.
Die Peter and Marjorie Simpson Collection wird im Architekturmuseum der University of South Australia aufbewahrt.

## Bauten (Auswahl)
- 1951: Instrumentation building, Woomera Rocket Range, Woomera
- 1951: Simpson residence
- 1963: Lock cottage, Victor Harbor
- Royal Society for the Blind Institut, Gilles Plains